# Man on Fire
Man on Fire är en amerikansk film från 2004 i regi av Tony Scott.

## Handling
John Creasy (Denzel Washington), en alkoholiserad före detta kommandosoldat i medelåldern, reser till ett av kidnappningar härjat Mexiko för att träffa sin gamle vän och kollega, Rayburn (Christopher Walken). Creasy har i praktiken helt tappat livsviljan men går efter påtryckningar från Rayburn med på att ta anställning som livvakt åt en förmögen delägare i ett bilföretag (Marc Anthony) för att skydda dennes dotter, Pita (Dakota Fanning). Från att i början frustreras av Pitas ständiga vilja till kontakt och vänskap med den utstötte Creasy börjar hans tillvaro ljusna av hennes charm och hans relation till Pita återger honom viljan att leva. På väg att hämta upp henne från en pianolektion kidnappas Pita och Creasy skadas svårt. Sedan ett försök att gripa kidnapparna under överlämningen misslyckats går allt om intet och Pita förmodas ha dödats. Sedan Creasy tillfrisknat och blivit meddelad om händelseförloppet förlorar han all kontroll och hans brutalitet väcks till liv. Med Rayburn vid sin sida ger han sig ut på en jakt på de som förstörde hans liv för att hämnas flickan han lärde sig att älska.

## Rollista (i urval)
- Denzel Washington - Creasy
- Dakota Fanning - Lupita ("Pita")
- Marc Anthony - Samuel
- Radha Mitchell - Lisa
- Christopher Walken - Rayburn
- Giancarlo Giannini - Manzano
- Rachel Ticotin - Mariana
- Jesús Ochoa - Fuentes
- Mickey Rourke - Jordan